# تشيشمي (باكشير)
تشيشمي ((بالروسية: Чишмы́)‏. (بالباشقيرية: Шишмә)‏هي منطقة حضرية (مستوطنة عمل) والمركز الإداري لمقاطعة تشيشمينسكي في جمهورية باشكورستان، روسيا، وتقع بالقرب من نهر ديوما. حسب تعداد عام 2010، كان عدد سكانها   21196 نسمة.

## الوضع الإداري والبلدي
في إطار التقسيمات الإدارية، تعمل تشيشمي كمركز إداري لمقاطعة تشيشمينسكي. كقسم إداري، تم دمجها في منطقة تشيشمينسكي كمجلس بلدة تشيشمينسكي. كجزء من تقسيم البلديات، تم دمج مجلس بلدة تشيشمينسكي في المقاطعة البلدية تشيشمينسكي باسم البلدة الحضرية تشيشمينسكي.